# Mago Negro
El término mago negro se utiliza para denominar a un hechicero cuyas habilidades están relacionadas con prácticas tachadas de oscuras y malignas y, por lo tanto, prohibidas. Como por ejemplo, mediar y trabajar con entidades espirituales malignas.[cita requerida] Dichos magos suelen poseer un poder superior a los de los hechiceros corrientes.
Cabe destacar que le está prohibido realizar cualquier conjuro mágico hacia un familiar, ya que esto le traería graves consecuencias no deseadas.[cita requerida]

## Habilidades
Los magos negros deben su poder a un conjunto de prácticas entre las que destacan:
1. La creación de gemas de sangre u Ópalos que permiten al creador,
  1. establecer un vínculo telepático entre el portador y el creador en caso de ser (el primero) un ser humano o
  2. formar una alianza de esencias entre el mago y un ser de naturaleza distinta a la del creador (demonios, espectros...) llamado también "servus" (esclavo en latín). Este último uso es la habilidad más poderosa y peligrosa de los nigromantes y le permite utilizar la energía del ser al que están vinculados junto con la propia para llevar a cabo sus conjuros y hechizos lo que aumenta considerablemente sus propias fuerzas. Sin embargo, la desventaja de la unión de esencias reside en la imposibilidad del mago de mantener vínculos con más de un servus por lo que su poder, aunque superior al común, es limitado.
2. La absorción de las energías de otros seres vivos como fuente de poder externa. Dicha habilidad no solo permite al mago recuperar su poder más rápidamente si se ha agotado tras un enfrentamiento sino que concede al hechicero la capacidad, aún más importante, de sobrepasar los límites naturales de su propia fuerza mágica. Los magos que practican esta habilidad son, en teoría, los más poderosos ya que a diferencia de los nigromantes, que también poseen una fuente de poder externa, sus servus poseen en teoría un poder ilimitado pues pueden absorber las energías de tantos sujetos como deseen. Sin embargo esta habilidad es difícil de aprender tanto por su complejidad como por la escasez de conocimientos referidos a ella lo que explica la escasez de magos negros que la practiquen.

## Tipos de magos negros
Los practicantes de la llamada magia negra se pueden clasificar en:
- Nigromantes: Son aquellos magos especializados en el estudio de la muerte y del control tanto de cadáveres como de los seres de otros planos además de otras capacidades que, aunque son de uso casi exclusivo de los nigromantes, también son practicadas por los magos comunes como la creación de engendros. La nigromancia difiere con todas las formas de hechicería ya que necesita conjuros para su realización es decir, se vale de fórmulas mágicas. Dichos conjuros no son más que palabras del Lenguaje Demoníaco o Idioma Antiguo. Incluso el aprendizaje de este idioma con fines académicos está penado con la ejecución. Al nigromante se lo puede reconocer porque suele llevar ropas rojas, grises o negras y por portar un anillo o un báculo con una gema granate, el Ópalo que lo vincula con su servus. Sin embargo estos datos son insuficientes ya que los nigromantes pueden portar vestimentas de otros colores y carecer de anillo o báculo ya que la creación de Ópalos es en extremo compleja.                                                    Además de la resurrección de cadáveres y de la ocasional creación de Ópalos, los nigromantes suelen ser expertos en la creación de engendros práctica que puede realizarse sin usar conjuros pero de manera muy deficiente. Consiste en la mutación de seres vivos generalmente con fines bélicos que en la mayoría de casos tanto valiéndose de la hechicería (sin fórmulas mágicas) como usando la nigromancia (con conjuros) suele producir engendros mal formados cuyos únicos sentimientos son el dolor, el odio y por supuesto la sumisión ante su creador.

- Magos negros: Son los magos que practican la absorción de energía. A pesar de que practican un arte prohibido, a diferencia de la nigromancia, éstos magos negros se valen de la hechicería como forma de usar su magia. La mayoría de magos negros poseen esclavos con una energía mágica considerable a los que les bloquean los poderes para usarlos como fuentes para incrementear su poder mágico. Esto es posible ya que la absorción de energías no tiene porque matar al donante ya que la defunción solo se produce en el caso de que se le arrebate completamente la energía. Suelen ser personas solitarias que únicamente toleran la compañía de sus esclavos, los cuales se encargan tanto de la tareas domésticas como de cederle energía a su amo.

## Curiosidades
- La figura del nigromante aparece en la colección de Alas de fuego y Alas negras de la escritora valenciana Laura Gallego García.
- El nigromante es una figura recurrente de los juegos de rol como World of Warcraft.
- En la serie de novelas LAS CRÓNICAS DEL MAGO NEGRO, de la autora Trudi Canavan aparecen varios magos negros.
- El Mago Oscuro (Mago Negro en la versión japonesa) es un personaje y la carta principal de Yugi Muto en el manga y anime Yu-Gi-Oh!.